# Катиновац
Катиновац је насељено место у општини Топуско, на Кордуну, Република Хрватска.

## Историја
До територијалне реорганизације у Хрватској насеље се налазило у саставу бивше велике општине Вргинмост. Катиновац се од распада Југославије до августа 1995. године налазио у Републици Српској Крајини.

## Становништво
На попису становништва 2011. године, Катиновац је имао 90 становника.

## Попис 1991.
На попису становништва 1991. године, насељено место Катиновац је имало 349 становника, следећег националног састава:
| Попис 1991.‍ | Попис 1991.‍ | Попис 1991.‍ | Попис 1991.‍ | Попис 1991.‍ |
| ----------- | ----------- | ----------- | ----------- | ----------- |
|             |             |             |             |             |
| Срби        | Срби        |             | 310         | 88,82%      |
| Муслимани   | Муслимани   |             | 26          | 7,44%       |
| Југословени | Југословени |             | 3           | 0,85%       |
| Хрвати      | Хрвати      |             | 2           | 0,57%       |
| непознато   | непознато   |             | 8           | 2,29%       |
| укупно: 349 |             |             |             |             |